# Ludwig Gehre
Erich Ludwig Gehre (* 5. Oktober 1895 in Düsseldorf; † 9. April 1945 im KZ Flossenbürg) war ein deutscher Offizier. Als Widerstandskämpfer war er an den Vorbereitungen eines Attentats gegen Hitler beteiligt.

## Leben

### Frühes Leben
Ludwig Gehre war ein Sohn des Friedrich Gehre. Nach dem Besuch eines Realgymnasiums schlug er die Offizierslaufbahn ein. Am Ersten Weltkrieg nahm er mit dem 1. Bayerischen Feldartillerie-Regiment teil. Im Krieg wurde er mindestens einmal verwundet.

### Weimarer Republik
Im Jahr 1919 trat er dem Freikorps Epp bei. Zu dieser Zeit lernte er den späteren Stabsführer der SA, Ernst Röhm, damals Stabsleiter des Freikorps Epp, kennen. Ebenfalls 1919 trat Gehre in die DAP ein, die im Folgejahr zur NSDAP wurde (Mitgliedsnummer 539). Gehre verließ die Partei nach mehrmaligen Zusammenstößen mit Hitler, unterhielt aber bis 1944 beste Verbindungen zur Münchner Parteizentrale und zur nationalsozialistischen Führungsspitze.
In den frühen 1930er Jahren war Gehre in der Führung des Volksbundes für Arbeitsdienst (siehe Freiwilliger Arbeitsdienst) tätig. Zu dieser Zeit galt er als Verbindungsmann zwischen Walther Stennes, dem Führer der Berliner SA, und dem Leiter des Volksbundes Wilhelm Faupel. Zugleich war Gehre auch Schriftleiter der offiziellen Zeitung des Arbeitsdienstes.

### Frühe NS-Zeit
Wenige Wochen nach dem Beginn der NS-Herrschaft wurde Gehre zum 12. April 1933 auf Empfehlung von Franz Seldte in den Dienst des Reichsministeriums für Volksaufklärung und Propaganda genommen. Dort oblag ihm die Bearbeitung der Propagierung des freiwilligen Arbeitsdienst. Er schied aus dieser Stellung bereits im Juli 1933 wieder aus.
In den folgenden Jahren pflegte Gehre Kontakte innerhalb der „Brigade Ehrhardt im Verbande der SS“. Außerdem unterhielt er weiterhin Verbindungen zu Kreisen, die die Weimarer Republik bekämpft und den Nationalsozialismus mit geformt hatten, sich dann aber „nach Jahren der Desillusionierung“ gegen das Regime stellten.

### Tätigkeit im Widerstand

#### Kontaktmann der Verschwörer
Vor Beginn des Zweiten Weltkrieges war Gehre als Hauptmann in der Amtsgruppe Ausland/Abwehr beim Oberkommando der Wehrmacht unter Admiral Canaris tätig. Dort bildete sich bereits 1938 eine Gruppe, die das nationalsozialistische Regime beseitigen und den Krieg gegen die Westmächte verhindern wollte (siehe Septemberverschwörung). Zu diesem Kreis um Ludwig Beck, Wilhelm Canaris, Hans von Dohnanyi, Hans Oster und Dietrich Bonhoeffer gehörte auch Ludwig Gehre. Die von Zeugen berichtete persönliche Teilnahme Gehres an Gesprächen über Umsturzpläne im September 1938 ist nicht restlos geklärt.
Als die militärischen Oppositionellen um Henning von Tresckow im März 1943 Vorbereitungen zu einem Attentat auf Hitler trafen, war Gehre eingeweiht. Im Januar 1944 wurde Helmuth James Graf von Moltke verhaftet und im März 1944 wurde auch Gehre von der Gestapo gefasst. Er konnte jedoch beim Transport fliehen und tauchte unter. Im Juni 1944 fand er in Kleinmachnow bei Auguste und Ludwig Münz Unterschlupf.
Schon vorher hatte Claus Graf Schenk von Stauffenberg seine Mitverschworenen angewiesen, jeden Kontakt zu Gehre abzubrechen, weil dieser überwacht werde. Gehre zeigte sich darüber sehr verletzt. Die fehlgeschlagene Verhaftung Gehres versetzte die Verschwörer in Schrecken: Gehre war besser informiert als Hans von Dohnanyi oder Hans Oster und wusste um vielfältige Kontakte und kannte die Aufbewahrungsorte des geheimen Aktendepots. Angeblich wies Gehre mehrere Mitverschworene telefonisch darauf hin, er könne im Falle seiner Verhaftung bei der Gestapo zum Reden gebracht werden und somit die Verschwörung verraten. Mit dieser Drohung wollte er Stauffenberg unter Druck setzen, den Umsturzversuch endlich in Gang zu setzen.

#### Verhaftung
Nach dem gescheiterten Attentat vom 20. Juli 1944 wurde die Fahndung nach Gehre intensiviert. Er konnte sich jedoch mehrere Wochen lang gemeinsam mit seiner Ehefrau Hanna Gehre verborgen halten; einige Tage lang fanden beide auch Unterschlupf bei Bernhard Lösener. Weitere Unterkünfte besorgten die Gebrüder Hans und Otto John. Ludwig Gehre wurde schließlich von einem Zahlmeister erkannt und sein Versteck in einer Villenruine verraten. Am 2. November 1944 wurde Hanna Gehre beim Schusswechsel mit der Gestapo tödlich getroffen. Ludwig Gehre versuchte, sich mit einem Schuss in die Schläfe selbst das Leben zu nehmen, wurde aber mit schweren Verletzungen verhaftet.
Gehres Töchter Hildegard (20 Monate) und Renate (5 Jahre) wurden nach dem 12. August 1944 bis 10. November 1945 in Bad Sachsa ins Kinderheim im Borntal verschleppt und im Rahmen der sogenannten Sippenhaftung interniert.
Den anschließenden verschärften Verhören war der schwerverletzte Gehre nicht gewachsen: er soll zahlreiche belastende Hinweise gegeben haben.

#### Tod

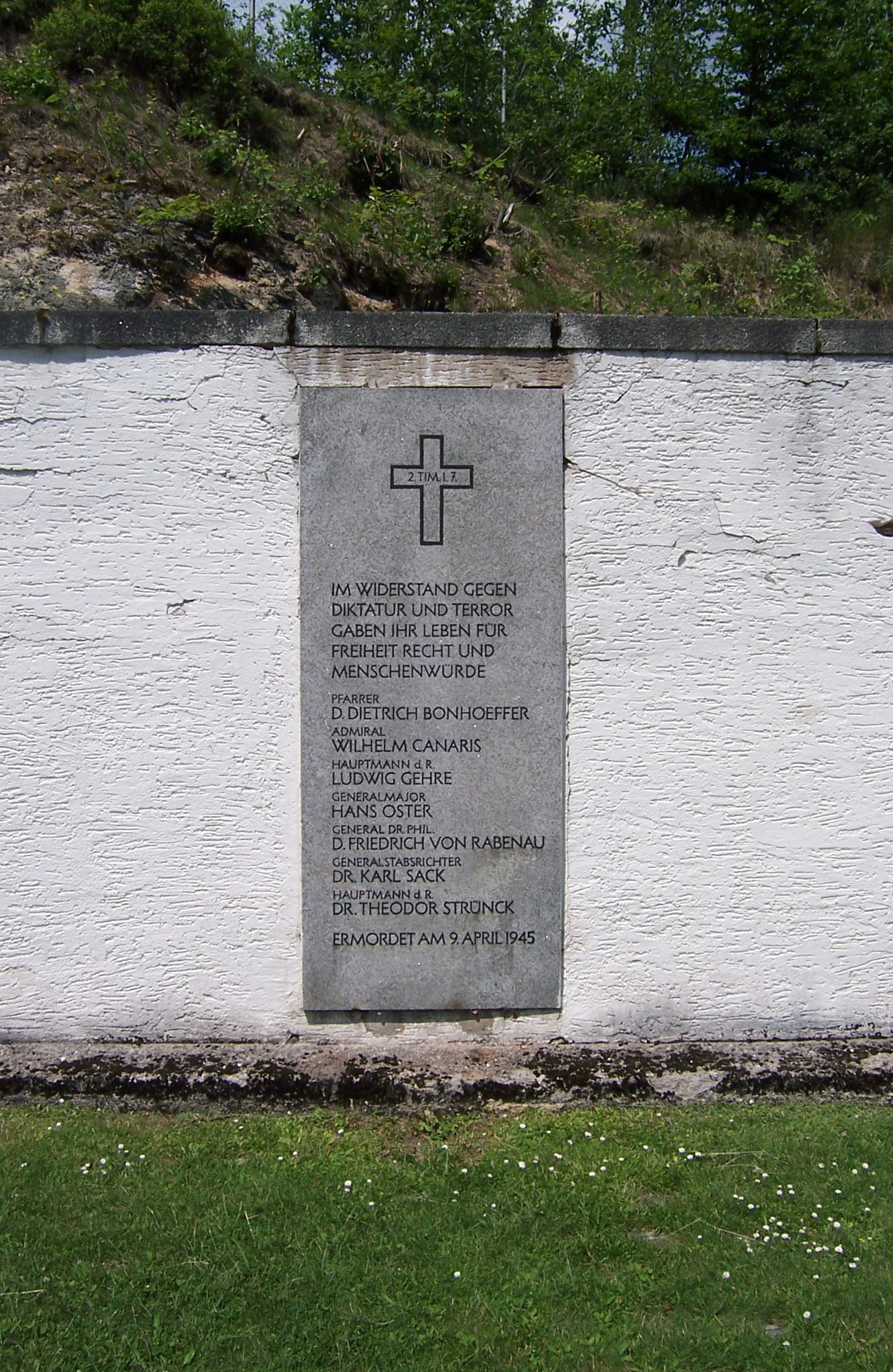
Gedenkstein am Ort der Hinrichtung im KZ Flossenbürg

Nachdem am 3. Februar 1945 das Gebäude des Reichssicherheitshauptamtes in der Prinz-Albrecht-Straße in Berlin zerstört worden war, wurde Gehre zusammen mit Bonhoeffer in das Konzentrationslager Buchenwald verbracht. Von dort wurde er einem Transport von SS-Sonderhäftlingen eingegliedert, am 5. April in das KZ Flossenbürg eingeliefert und dort am 9. April 1945 aufgrund einer SS-Standgerichtsverhandlung unter Vorsitz von Otto Thorbeck gemeinsam mit Dietrich Bonhoeffer, Hans Oster, Karl Sack und Wilhelm Canaris erhängt.
Die an diesem scheinlegalen Standgericht Beteiligten wurden nach dem Krieg wegen Beihilfe zum Mord verurteilt. Otto Thorbeck wurde in einem Revisionsverfahren vor dem Bundesgerichtshof freigesprochen.
Das Urteil des Standgerichts gegen Bonhoeffer wurde in einem förmlichen Verfahren vor dem Berliner Landgericht im August 1996 aufgehoben. In diesem Verfahren stellte sich heraus, dass das Urteil des Standgerichts, vor dem auch Gehre gestanden hatte, bereits aufgrund bayerischen Gesetzes vom 28. Mai 1946 als nichtig gelten konnte.

## Ehe und Familie
Gehre war seit dem 3. Oktober 1920 verheiratet mit Meta Weger (* 29. Mai 1893 in Malaga). Aus der Ehe gingen drei Kinder hervor, darunter der Sohn Friedrich Gehre (* 17. April 1921).